# Сен-Мартен-де-Пюи
Сен-Марте́н-де-Пюи́ (фр. Saint-Martin-des-Puits) — коммуна во Франции, находится в регионе Лангедок — Руссильон. Департамент коммуны — Од. Входит в состав кантона Лаграс. Округ коммуны — Каркасон.
Код INSEE коммуны — 11354.

## Население
Население коммуны на 2008 год составляло 18 человек.
| 1962 | 1968 | 1975 | 1982 | 1990 | 1999 | 2008 |
| ---- | ---- | ---- | ---- | ---- | ---- | ---- |
| 7    | 147  | 127  | 10   | 21   | 13   | 18   |

## Экономика
В 2007 году среди 16 человек в трудоспособном возрасте (15—64 лет) 9 были экономически активными, 7 — неактивными (показатель активности — 56,3 %, в 1999 году было 50,0 %). Из 9 активных работали 5 человек (2 мужчин и 3 женщины), безработных было 4 (2 мужчин и 2 женщины). Среди 7 неактивных 1 человек был учеником или студентом, 4 — пенсионерами, 2 были неактивными по другим причинам.

## Фотогалерея

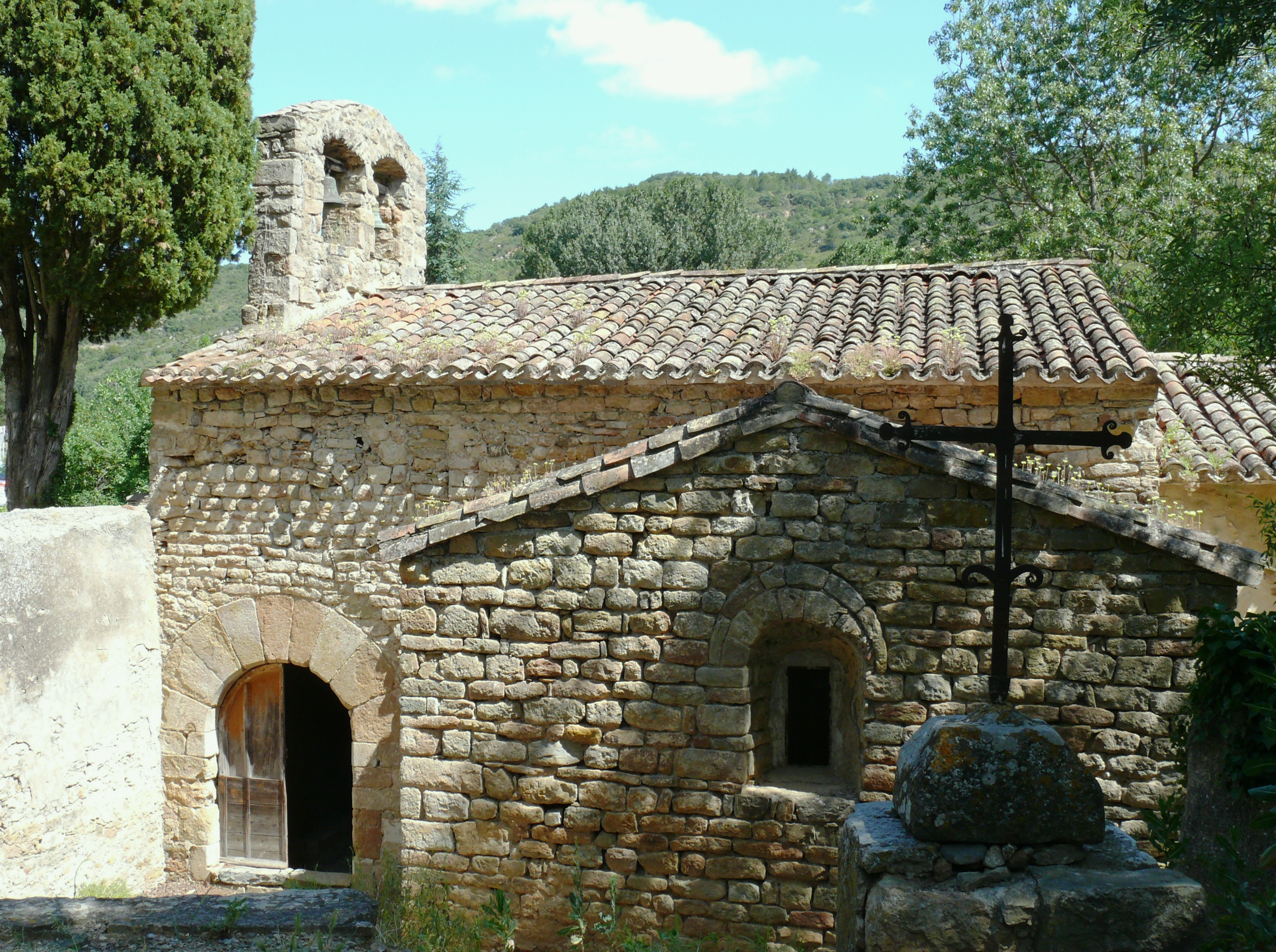
Церковь Сен-Мартен (IX век)
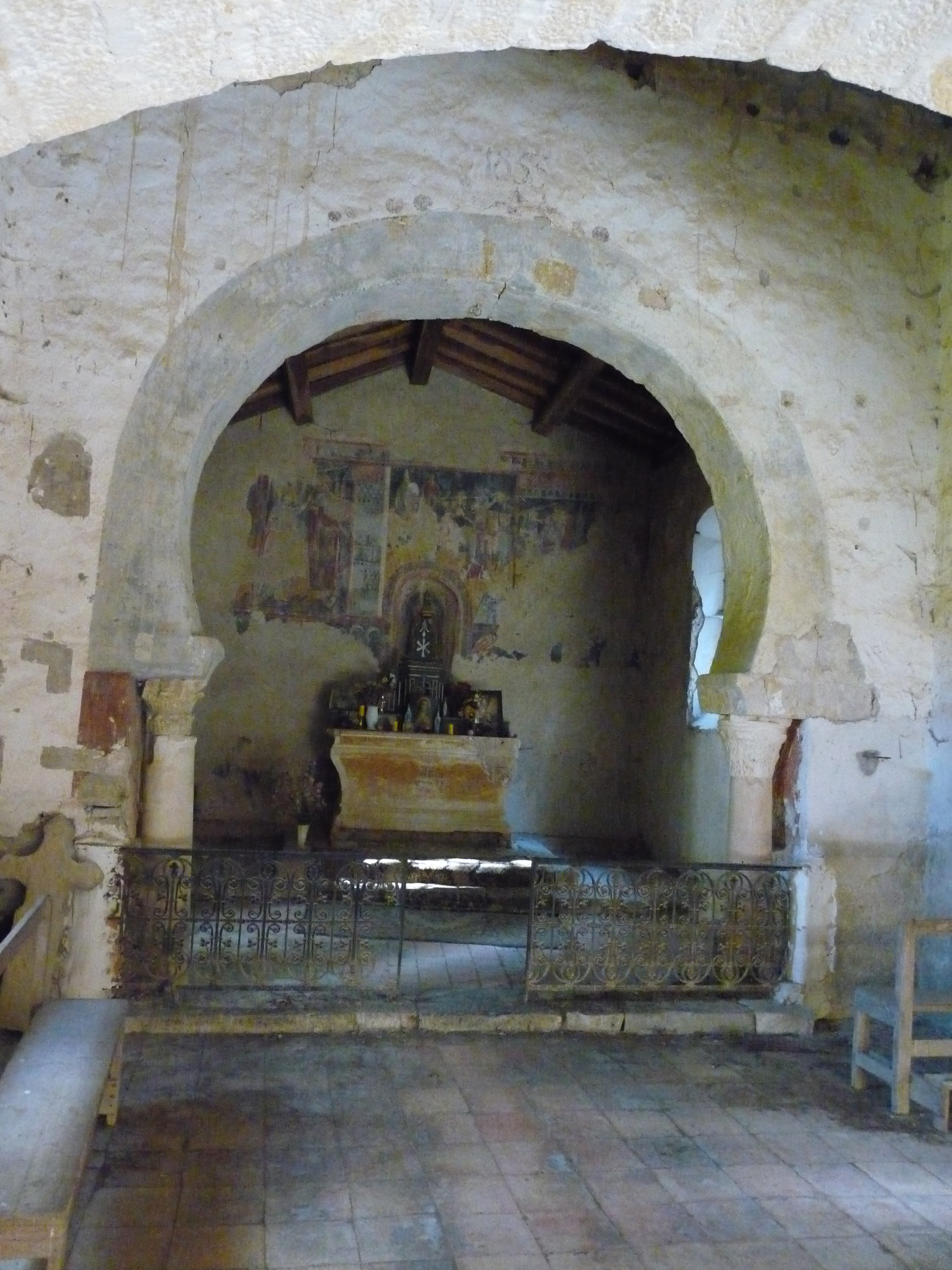
Интерьер церкви Сен-Мартен